# Calciatori della Associazione Calcio Reggiana 1919
In questa pagina sono presenti le statistiche inerenti ai calciatori dell'Associazione Calcio Reggiana 1919, principale società calcistica della città di Reggio nell'Emilia.

## Capitani
Dati aggiornati al 31 maggio 2025.
| Calciatore          | Ruolo | Stagioni al club                 | Stagioni da capitano      | Presenze | Reti |
| ------------------- | ----- | -------------------------------- | ------------------------- | -------- | ---- |
| ...                 |       |                                  |                           |          |      |
| Arnaldo Vighi       | D     | 1926-1930 e 1931-1938            | 1929-1930 (1)             | 243      | 7    |
| ...                 |       |                                  |                           |          |      |
| Athos Panciroli     | C     | 1938-1940 e 1945-1955            | 1949-1955 (6)             | 310      | 30   |
| Gianni Cappi        | A     | 1952-1956                        | 1955-1956 (1)             | 89       | 59   |
| Armando Furlan      | C     | 1955-1958                        | 1956-1957 (1)             | 53       | 0    |
| Aldo Catalani       | C     | 1955-1958 e 1959-1963            | 1957-1958 e 1960-1963 (4) | 201      | 57   |
| Farnese Masoni      | A     | 1957-1959                        | 1958-1959 (1)             | 47       | 11   |
| Mario Pistacchi     | A     | 1957-1960                        | 1959-1960(1)              | 91       | 41   |
| Giampiero Grevi     | C     | 1957-1959, 1961-1962 e 1963-1970 | 1963-1970 (7)             | 289      | 2    |
| Bruno Giorgi        | D     | 1966-1972                        | 1970-1972 (2)             | 213      | 0    |
| Lamberto Boranga    | P     | 1967-1969 e 1970-1973            | 1972-1973 (1)             | 177      | -110 |
| Silvio Zanon        | C     | 1967-1968 e 1969-1974            | 1973-1974 (1)             | 209      | 11   |
| Franco Marini       | D     | 1971-1976                        | 1974-1975 (1)             | 150      | 0    |
| Sileno Passalacqua  | A     | 1968-1969 e 1970-1977            | 1975-1977 (2)             | 249      | 27   |
| Domenico Neri       | C     | 1976-1979                        | 1977-1979 (2)             | 107      | 20   |
| Giovanni Colonnelli | C     | 1979-1980                        | 1979-1980 (1)             | 28       | 1    |
| Flaviano Zandoli    | A     | 1971-1974 e 1980-1982            | 1980-1982 (2)             | 178      | 52   |
| Luciano Sola        | C     | 1979-1983                        | 1982-1983 (1)             | 149      | 5    |
| Costante Tivelli    | A     | 1983-1984                        | 1983-1984 (1)             | 36       | 8    |
| Silvio Cei          | D     | 1983-1985                        | 1984-1985 (1)             | 75       | 1    |
| Domenico Tanzi      | D     | 1984-1987                        | 1985-1986 (1)             | 102      | 4    |
| Sergio D'Agostino   | A     | 1984-1988                        | 1986-1987 (1)             | 148      | 47   |
| Walter De Vecchi    | C     | 1986-1992                        | 1987-1992 (5)             | 200      | 7    |
| Michele Zanutta     | D     | 1988-1995                        | 1992-1995 (3)             | 230      | 6    |
| Eugenio Sgarbossa   | C     | 1991-1996                        | 1995-1996 (1)             | 163      | 5    |
| Georges Grün        | D     | 1996-1997                        | 1996 (1)                  | 25       | 0    |
| Filippo Galli       | D     | 1996-1998                        | 1996 e 1997-1998 (2)      | 58       | 2    |
| Alessandro Mazzola  | C     | 1994-1997                        | 1996 (1)                  | 77       | 1    |
| Maurizio Neri       | A     | 1987-1988 e 1998-1999            | 1998-1999 (1)             | 67       | 11   |
| Sandro Tovalieri    | A     | 1996 e 1999-2000                 | 1999-2000 (1)             | 21       | 7    |
| Gianluca Cherubini  | D     | 1992-1995, 1996-2000 e 2000-2002 | 2000-2002 (2)             | 169      | 8    |
| Luca Ariatti        | C     | 1995-1998 e 1999-2003            | 2002-2003 (1)             | 100      | 5    |
| Girolamo Bizzarri   | A     | 2002-2003                        | 2003 (1)                  | 31       | 8    |
| Michele Paramatti   | D     | 2003-2004                        | 2003-2004 (1)             | 31       | 1    |
| Marco Napolioni     | C     | 2004-2005                        | 2004-2005 (1)             | 37       | 2    |
| Antonio Foschini    | C     | 2003-2007                        | 2005-2007 (2)             | 80       | 10   |
| Vito Grieco         | C     | 2007-2009                        | 2007-2009 (2)             | 84       | 1    |
| Mirco Stefani       | D     | 2005-2010                        | 2009-2010 (1)             | 177      | 25   |
| Danilo Zini         | D     | 1996-1999 e 2007-2013            | 2010-2013 (3)             | 212      | 10   |
| Giuseppe Alessi     | A     | 2007-2016                        | 2013-2016 (3)             | 217      | 51   |
| Ettore Marchi       | A     | 2016-2017                        | 2016-2017 (1)             | 31       | 1    |
| Gaël Genevier       | C     | 2017-2018                        | 2017-2018 (1)             | 59       | 0    |
| Alessandro Spanò    | D     | 2014-2020                        | 2018-2020 (2)             | 187      | 15   |
| Paolo Rozzio        | D     | 2016-                            | 2018-                     | 215      | 11   |

## Record di presenze
| Totale - 310 Athos Panciroli (1938-1940, 1945-1955) - 289 Giampiero Grevi (1957-1959, 1961-1962, 1963-1970) - 255 Roberto Stefanello (1969-1977) - 253 Orlando Bertini (1962-1970) - 250 Milo Campari (1931-1935, 1936-1937, 1938-1947) - 249 Sileno Passalacqua (1968-1969, 1970-1977) - 247 Alcide Ivan Violi (1930-1935, 1940-1948) - 243 Arnaldo Vighi (1926-1930, 1931-1938) - 241 Arturo Benelli (1930-1939, 1944) - 230 Michele Zanutta (1988-1995) | Campionato - 306 Athos Panciroli (1938-1940, 1945-1955) - 282 Giampiero Grevi (1957-1959, 1961-1962, 1963-1970) - 243 Orlando Bertini (1962-1970) 243 Alcide Ivan Violi (1930-1935, 1940-1948) - 241 Milo Campari (1931-1935, 1936-1937, 1938-1947) - 236 Arnaldo Vighi (1926-1930, 1931-1938) - 230 Roberto Stefanello (1969-1977) - 226 Arturo Benelli (1930-1939, 1944) - 222 Sileno Passalacqua (1968-1969, 1970-1977) - 211 Michele Zanutta (1988-1995) |

| Serie A - 61 Luigi De Agostini (1993-1995) 61 Eugenio Sgarbossa (1993-1995) - 60 Michele Zanutta (1993-1995) - 59 Massimiliano Esposito (1993-1995) - 53 Fernando De Napoli (1994-1995, 1996-1997) - 48 Michele Padovano (1993-1995) - 47 Gianluca Cherubini (1993-1995, 1996-1997) - 45 Igor' Simutenkov (1994-1995, 1996-1997) - 44 Alessandro Mazzola (1994-1995, 1996-1997) - 36 Dario Morello (1993-1995) | Serie B - 225 Giampiero Grevi (1958-1959, 1961-1962, 1964-1970) - 202 Athos Panciroli (1946-1952) - 179 Orlando Bertini (1964-1970) - 164 Bruno Giorgi (1966-1970, 1971-1972) - 162 Roberto Stefanello (1969-1970, 1971-1976) - 158 Silvio Zanon (1967-1968, 1969-1970, 1971-1974) - 152 Bruno Borri (1946-1951) - 150 Sileno Passalacqua (1968-1969, 1971-1976) - 145 Giorgio Vignando (1967-1970, 1971-1973) - 144 Michele Zanutta (1989-1993) |

## Record di reti
Dati aggiornati al 30 giugno 2022.
In corsivo i calciatori che tuttora militano nella Reggiana.
| Totale - 109 Alcide Ivan Violi (1930-1935, 1940-1948) - 63 Stefano Aigotti (1924-1927, 1933-1935) - 59 Giovanni Cappi (1952-1956) - 58 Arturo Benelli (1930-1939, 1944) - 57 Aldo Catalani (1955-1958, 1959-1963) - 52 Flaviano Zandoli (1971-1974, 1980-1982) - 51 Giuseppe Alessi (2007-2016) - 50 Luca Zamparo (2018-2019, 2020-2022) - 47 Sergio D'Agostino (1984-1988) - 41 Piero De Stefanis (1937-1940) 41 Mario Pistacchi (1957-1960) 41 Giampietro Spagnolo (1968-1973) | Campionato - 105 Alcide Ivan Violi (1930-1935, 1940-1948) - 60 Stefano Aigotti (1924-1927, 1933-1935) - 55 Giovanni Cappi (1952-1956) - 54 Aldo Catalani (1955-1958, 1959-1963) - 52 Arturo Benelli (1930-1939, 1944) - 50 Luca Zamparo (2018-2019, 2020-2022) - 45 Giuseppe Alessi (2007-2016) - 43 Flaviano Zandoli (1971-1974, 1980-1982) - 39 Sergio D'Agostino (1984-1988) - 37 Mario Pistacchi (1957-1960) - 35 Giampietro Spagnolo (1968-1973) | Coppa Italia - 6 Giampietro Spagnolo (1968-1973) 6 Flaviano Zandoli (1971-1974, 1981-1982) - 5 Arturo Benelli (1935-1939) 5 Tullio Moretti (1926-1927) 5 Corrado Perli (1958) - 4 Bruno Biagini (1939-1942) 4 Andrea Carnevale (1981-1983) 4 Piero De Stefanis (1937-1940) 4 Mario Pistacchi (1958-1960) - 3 12 calciatori |

| Serie A - 17 Michele Padovano (1993-1995) - 10 Igor' Simutenkov (1994-1995, 1996-1997) - 9 Massimiliano Esposito (1993-1995) - 5 Paulo Futre (1993-1995) - 4 Sandro Tovalieri (1996-1997) 4 Adolfo Valencia (1996-1997) - 3 Dorin Mateuț (1993-1994) 3 Pietro Parente (1996-1997) - 2 Luigi De Agostini (1993-1995) 2 Dario Morello (1993-1994) 2 Giuseppe Scienza (1993-1994) | Serie B - 33 Gustavo Scagliarini (1949-1951) - 32 Flaviano Zandoli (1971-1974, 1981-1982) - 29 Dante Crippa (1966-1970) - 24 Dimitri Pinti (1958-1960) 24 Fabrizio Ravanelli (1990-1992) 24 Giampietro Spagnolo (1968-1970, 1971-1973) - 23 Dario Morello (1990-1993, 1998-1999) 23 Andrea Silenzi (1989-1990, 1997-1998) - 20 Walter Mantovani (1946-1949) 20 Carlo Volpi (1960-1962) |

## Competizioni nazionali

### Campionato
Di seguito i primati inerenti alle partite di campionato.
Presenze
- 307  Athos Panciroli
- 282  Giampiero Grevi
- 255  Arnaldo Vighi
- 246  Alcide Ivan Violi
- 245  Milo Campari
- 244  Orlando Bertini
- 230  Roberto Stefanello
- 226  Arturo Benelli
- 224  Sileno Passalacqua
- 200  Giuseppe Alessi

Reti
- 107  Alcide Ivan Violi
- 60  Stefano Aigotti
- 59  Gianni Cappi
- 56  Aldo Catalani
- 54  Arturo Benelli
- 50  Luca Zamparo
- 46  Giuseppe Alessi
- 46  Felice Romano
- 43  Flaviano Zandoli
- 39  Sergio D'Agostino

### Coppa Italia
Di seguito i primati inerenti alle partite di Coppa Italia.
Presenze
- 31  Fabio Caselli
- 26  Luciano Sola
- 26  Sileno Passalacqua
- 25  Sergio Eberini
- 25  Sergio D'Agostino
- 25  Roberto Catterina
- 25  Roberto Stefanello
- 23  Lorenzo Mossini
- 23  Loris Dominissini
- 20  Stefano De Agostini
- 20  Massimo Minetti
- 20  Domenico Tanzi
- 20  Flaviano Zandoli

Reti
- 9  Flaviano Zandoli
- 8  Sergio D'Agostino
- 8  Giuseppe Ingari
- 6  Andrea Catellani
- 6  Marino Marlia
- 6  Giampietro Spagnolo
- 6  Arturo Benelli
- 5  Matteo Pelatti
- 5  Andrea Mussi
- 5  Andrea Silenzi
- 5  Corrado Perli
- 5  Corrado Perli
- 5  Massimo Minetti
- 5  Alessandro Fornasaris
- 5  Vittore Erba
- 5  Bruno Biagini

## Altri tornei

### Coppa CONI
Di seguito i dati relativi all'edizione del 1928, l'unica disputata dalla squadra.
Presenze
- 10  Oreste Benatti
- 10  Leopoldo Bolognesi
- 10  Ottorino Casanova
- 10  Vivaldo Fornaciari
- 10  Archimede Valeriani (I)
- 10  Ferruccio Valeriani (II)
- 8  Enrico Bottazzi
- 8  Pietro Bresciani
- 7  Orlando Magini
- 6  Alberto Boni
- 5  Giovanni Corradini
- 5  Venuto Lombatti
- 3  Wandrino Codeluppi
- 3  Enrico Simonini
- 2  Raggio Montanari
- 2  Carlo Vacondio
- 1  Fabiani
- 1  Arnaldo Vighi

Reti
- 4  Oreste Benatti
- 3  Ottorino Casanova
- 1  Pietro Bresciani
- 1  Wandrino Codeluppi
- 1  Giovanni Corradini
- 1  Orlando Magini
- 1  Ferruccio Valeriani (II)

### Coppa del Primato
Di seguito i dati relativi all'edizione del 1933-1934.
Presenze
- 2  Stefano Aigotti
- 2  Arturo Benelli
- 2  Milo Campari
- 2  Nellusco Campari
- 2  Socrate Campari
- 2  Aroldo Corazza
- 2  Vivaldo Fornaciari
- 2  Orlando Magini
- 2  Sante Migliavacca
- 2  Arnaldo Vighi
- 2  Alcide Ivan Violi

Reti
- 1  Stefano Aigotti

Di seguito i dati relativi all'edizione del 1934-1935.
Presenze
- 2  Arturo Benelli
- 2  Milo Campari
- 2  Nellusco Campari
- 2  Aroldo Corazza
- 2  Orlando Magini
- 2  Quirino Montanari
- 2  Walter Vezzani
- 2  Alcide Ivan Violi
- 2  Otello Zironi
- 2  Zucchi
- 1  Ciro Campari
- 1  Vivaldo Fornaciari
- 1  Renzo Lazzaretti
- 1  Arnaldo Vighi

Reti
- 2  Walter Vezzani
- 1  Arturo Benelli

### Coppa dell'Amicizia italo-francese
Di seguito i dati relativi all'edizione del 1960, l'unica disputata dalla squadra.
Presenze
- 2  Francesco Arbizzi
- 2  Mario Boccalatte
- 2  Aldo Catalani
- 2  Maurizio Cavazzoni
- 2  Agostino De Nardi
- 2  Mario Deotto
- 2  Luciano Nobili
- 2  Enrico Spinosi
- 2  Mario Tribuzio
- 1  Carlo Bacci
- 1  Giandomenico Baldisseri
- 1  Gianni Corti
- 1  Renzo Fantazzi
- 1  Giovanni Ferretti
- 1  Giorgio Ramusani

Reti
- 2  Agostino De Nardi
- 1  Carlo Bacci
- 1  Aldo Catalani

### Coppa delle Alpi
Di seguito i dati relativi all'edizione del 1961, l'unica disputata dalla squadra.
Presenze
- 2  Claudio Correnti
- 2  Giandomenico Dazzi
- 2  Giuseppe Fabris
- 2  Giovanni Ferretti
- 2  Piero Merlo
- 2  Reggiani
- 1  Francesco Arbizzi
- 1  Fabio Bonini
- 1  Cotti
- 1  Alfredo De Ponti
- 1  Renzo Fantazzi
- 1  Mario Martiradonna
- 1  Angelo Ogliari
- 1  Giandomenico Baldisseri
- 1  Gianni Corti
- 1  Giorgio Ramusani
- 1  Pabbiano
- 1  Patino

Reti
- 2  Giandomenico Dazzi
- 1  Pabbiano

### Coppa Anglo-Italiana
Di seguito i dati relativi all'edizione del 1978.
Presenze
- 4  Alessandro Bertoni
- 4  Emidio Cattelani
- 4  Gian Piero Gasperini
- 4  Marino Marlia
- 4  Lorenzo Mossini
- 2  Massimo Berta
- 2  Fernando Bogani
- 2  Roberto Borsi
- 2  Roberto Catterina
- 2  Andrea Maiani
- 2  Meluzzi
- 2  Domenico Neri
- 2  Renato Piccoli
- 2  Gian Paolo Reverberi
- 2  Francesco Romano
- 2  Gabriele Salgarella
- 2  Ferdinando Sena
- 2  Claudio Vaccario
- 1  Dino Galparoli

Reti
- 3  Gian Piero Gasperini
- 1  Lorenzo Mossini
- 1  Francesco Romano

Di seguito i dati relativi all'edizione del 1992-1993.
Presenze
- 4  Marco Monti
- 4  Marco Pacione
- 3  Giuseppe Accardi
- 3  Luca Bucci
- 3  Massimiliano Corrado
- 3  Franco De Falco
- 3  Loris Dominissini
- 3  Nunzio Falco
- 3  Gianluca Francesconi
- 3  Gianfranco Parlato
- 3  Mauro Picasso
- 3  Paolo Sacchetti
- 3  Vivani
- 2  Dario Morello
- 2  Davide Zannoni
- 1  Gianluca Cherubini
- 1  Paolo Mozzini
- 1  Andrea Sardini
- 1  Giuseppe Scienza
- 1  Eugenio Sgarbossa
- 1  Zanoncelli

Reti
- 1  Giuseppe Accardi
- 1  Marco Pacione

Di seguito i dati relativi all'edizione del 1995-1996.
Presenze
- 3  Giordano Caini
- 3  Marco Di Costanzo
- 3  Ettore Gandini
- 3  Carmelo La Spada
- 3  Giovanni Orfei
- 3  Michele Pietranera
- 2  Roberto Cevoli
- 2  Leonardo Colucci
- 2  Fabrizio Di Mauro
- 2  Igor' Simutenkov
- 2  Pietro Strada
- 2  Adriano Alex Taribello
- 2  Paolo Ziliani
- 1  Alessandro Mazzola
- 1  Mencuccini
- 1  Paolo Mozzini
- 1  Orlandini
- 1  Palombo
- 1  Marco Schenardi
- 1  Eugenio Sgarbossa
- 1  Massimiliano Tangorra
- 1  Danilo Zini

Reti
- 1  Palombo
- 1  Igor' Simutenkov

## Altri record

### Portieri
Di seguito l'elenco dei portieri più presenti di sempre.
- 179  Nico Facciolo
- 171  Giancarlo Bertini
- 162  Lamberto Boranga
- 139  Sergio Eberini
- 139  Livio Martinelli
- 132  Aroldo Corazza
- 123  Renato Piccoli
- 108  Corrado Danti
- 103  Paolo Manfredini
- 102  Gino Vasirani

Di seguito i record di imbattibilità dei portieri granata.
- 873 minuti  Nico Facciolo, 1988-89
- 630 minuti  Luca Bucci, 1992-93
- 630 minuti  Marco Ambrosio, 2007-08
- 573 minuti  Lamberto Boranga, 1968-69
- 540 minuti  Giancarlo Bertini, 1963-64

### Rigoristi
Di seguito l'elenco dei giocatori che hanno realizzato più calci di rigore.
- 17  Alcide Ivan Violi
- 15  Giuseppe Alessi
- 14  Dante Crippa
- 13  Luca Zamparo
- 12  Sergio D'Agostino
- 10  Giorgio Vignando
- 9  Mario Pistacchi
- 9  Alessandro Cesarini
- 7  Vittore Erba
- 6  Michele Padovano
- 6  Flaviano Zandoli
- 5  Domenico Neri
- 5  Athos Panciroli
- 5  Ettore Recagni
- 5  Mirko Stefani
- 5  Arnaldo Vighi